# Steuart Liebig
Steuart Liebig (* 1956) ist ein US-amerikanischer Bassist und Komponist des Modern Creative Jazz und der neuen Improvisationsmusik. Er spielt zumeist Kontrabassgitarre.

## Leben und Wirken
Liebig wuchs in Los Angeles auf und begann als Jugendlicher unter dem Einfluss der Rock- und Blues-Musik der 1960er Jahre mit der Bassgitarre; in der High School kam er dann mit dem Jazz in Berührung. Auf dem College begann er mit ersten Klangexperimenten; zwischen 1974 und 1976 gehörte er zur Band von John Beasley. Anschließend, im Alter von 19 Jahren spielte er Rhythmusgitarre in der Band des Soul-Jazz-Pianisten und Sänger Les McCann und wirkte an vier seiner Alben mit. 1979 verließ er McCanns Band, um bis 1983 an der California State University klassischen Kontrabass, Musikgeschichte und Komposition zu studieren. Nach seinem Abschluss gründete er mit Nels Cline die Fusionband BLOC, spielte bei Julius Hemphill in der JAH-Band mit Alex Cline und Bill Frisell, aber auch bei Michael Penn und mit Musikern, die sich in Los Angeles mit frei improvisierter Musik beschäftigten. Daneben beschäftigte er sich mit Komposition klassischer Werke im Selbststudium. 
Nach der Auflösung von BLOC 1993 beschloss er, sich auf die improvisierte Musik und Komposition zu konzentrieren; er gründete die Formation Quartetto Stig  mit der Instrumentierung Violine, Trompete, Schlagzeug und die von ihm entwickelte Kontrabassgitarre; mit diesem Ensemble begann er seine kompositorischen Ideen zu realisieren. Mit dem Quartett nahm er drei Alben für Vinny Golias Nine Winds Records auf (1993 Hommages Obliques, 1995 Lingua Oscura und 1997 Pienso Oculto). 
Danach löste er sein Quartett auf und arbeitete mit der Formation Stigtette  (Flöte, Klarinette, Posaune, Kontrabassgitarre) sowie dem Ensemble The Mentones (Altsaxophon, Harmonica, Schlagzeug, Kontrabassgitarre), das sich mit dem Material des amerikanischen Folk Blues in der Sprache des Free Jazz beschäftigt, sowie einem freien Trio mit Vinny Golia und dem Schlagzeuger Billy Mintz, mit dem er zwei Alben für Cadence Jazz Records aufnahm (No Train, 1999; Antipodes, 2001). 
1999 arbeitete er mit dem Perkussionisten Gregg Bendian und Nels Cline (Myriad); 2001 schrieb er die längere Komposition Pomegranate für seine Third-Stream-Band KammerStig, beeinflusst von der musikalischen Formensprache Igor Stravinskys. Auf dem gleichnamigen Album spielten mit Liebig Musiker wie Nels Cline, Mark Dresser, Jeff Gauthier, Vinny Golia, Ellen Burr und Tom Varner. Nach dem Jahr 2000 entstanden Alben wie The Mentones' Locustland und Nowhere Calling, Minim's Quicksilver, Stigtette's Delta sowie Kelpland Seranades im Duo mit Anna Homler und das Trio-Album On the Cups of Fire and Water mit Vinny Golia und Michael Vatcher. Mit Alex Cline und Mark O’Leary entstand das Album Signs.
Außerdem schrieb er Musik für ein improvisierendes Kammerensemble, The Meninas Quartet (2005/06), das Seconda Prattica Quintet (2000–2005), für die Elektrio-Jazz-Band Lane Ends Merge Left (1997–2005) und Stücke für Solo-Kontrabassgitarre sowie längere Werke für sein Ensemble Kammerstig. (Panharmonicon) (2005/06) für Saxophon, Trompete, zwei Keyboards, zwei Perkussionisten und Kontrabassgitarre. 2006 arbeitete Liebig mit dem Gitarristen G. E. Stinson sowie dem Tee-Tot Quartet aus Joseph Berardi (Perkussion), Dan Clucas (Kornett) und Scot Ray  (Dobro). 2008 erschien das Album Always Outnumbered des Tee-Tot-Quartetts, das sich in einer Mischung aus Blues, Rock ’n’ Roll, Bop, Swing und Free Jazz mit musikalischen Vorbildern wie Charles Mingus, Robert Johnson, Louis Armstrong, Muddy Waters oder Skip James auseinandersetzt. 
2005 wurde er als Bassist im Down Beat-Poll genannt, 2008 wurde er für den Alpert Award in the Arts nominiert.